# 宮原浄水場
宮原浄水場（みやはらじょうすいじょう）は、広島県呉市にある、呉市上下水道局が管理する浄水場。

## 概要
呉港を見下ろす休山麓付近にある。西側が呉市中心部にあたり、付近に海上自衛隊呉基地関連施設やIHI関連企業、国立病院機構呉医療センター、入船山公園、複数の高等学校などがある。
近代水道百選の一つ。1890年（明治23年）大日本帝国海軍の軍用水道「呉鎮守府水道」創設時からある浄水場で、西日本において最初に竣工された浄水場である。敷地内の低区配水池は国の登録有形文化財。
現在市内への給水の他に、工業用水道としても供給している。

## 施設
諸元
2011年現在。
- 敷地面積：
- 標高：
- 処理方式：急速ろ過方式[3]
- 給水量：82,000m3/日 （呉市上下水道局のみ）[1]
- 取水地
  - 太田川水系（呉市上水道局戸坂取水場ほか広島市水道局から）[3]
  - 二河川水系（二河水源地）[3]
- ろ過池 : 10池（うち1池予備）[3]
- 配水池：

文化財
- 低区配水池[2][4]

1890年宮原浄水場創設当時からある配水池。1基のみで、煉瓦造の37.0m×44.4m×約5.0m、容量8,000m3。同じく煉瓦造の上屋でカバーされており、初期の水道建築様式がうかがえる。1998年10月9日国の登録有形文化財に登録される。老朽化に伴いその脆弱な耐震性が問題となったことから2013年3月末を持って運転停止し、以降文化財として活用していく方針となっている。

## 歴史

### 近代
1886年（明治19年）海軍区が制定され呉鎮守府が置かれることになり、安芸郡呉港は軍港として整備されることが決まった。そこで海軍へ安定した上水を送る軍用水道「呉鎮守府水道」（呉軍港上水道とも）の建設が決定した。1888年（明治21年）12月着工、翌1889年（明治22年）9月竣工。呉鎮守府建築委員会による工事で、設計技師は山崎鉉次郎と福岡清一郎。呉市中心部を流れる二河川下流域の大字荘山田村字東二河平甲（現二河峡公園内）に水源（二河水源地）を設け、海軍敷地内であったここ宮原浄水場まで運ばれ浄水し、鎮守府関連施設に送られることとなった。水源取水口が荘山田村一帯へ農業用水を送る灌漑用水取水口の上流に設けられたため、以降、荘山田村一帯で農作物被害が確認されたが、呉鎮守府は補償に取り組んでいる
1890年（明治23年）3月、通水開始した。同年4月21日呉鎮守府開庁式が行われている。なお、呉市水道としては1918年（大正7年）4月呉鎮守府水道の余剰分を分与される形で始まった。つまり、呉鎮水道通水年ではなく分与された年が呉市としての正式な水道の始まりとなっている。そのため近代水道として実際は横浜・函館についで全国3番目の創設（竣工だけ見れば函館より早いため全国2番目）ではあるが、記録の上での創設では34番目になる。
呉鎮守府水道の拡張工事は竣工後からすぐに行われ、第1期は1895年（明治28年）9月竣工、第2期1901年（明治34年）3月竣工、第3期1923年（大正12年）9月竣工、と次々行われ、これは終戦まで続いた。第2期拡張工事後から本庄水源地（本庄ダム）からも取水を開始した。この間呉市は、1905年（明治38年）6月芸予地震、1945年（昭和20年）呉軍港空襲を始めとする市街地の空襲、同年9月枕崎台風、と大きな被害に遭遇し、壊滅的な被害を受けている。

### 現代
終戦後、呉にイギリス連邦占領軍(BCOF)司令部が置かれ、旧呉鎮守府水道は呉市が一時使用許可を受ける形で運用され、BCOFに上水を供給した。
1950年（昭和25年）旧軍港市転換法施行に伴い、1954年（昭和29年）12月までに旧呉鎮守府水道は国から呉市に移管された。以降、市水道施設との一体化を図るとともに工業用水道も整備され、1962年（昭和37年）敷地内に「呉市工業用水道事業」の施設が竣工した。1983年（昭和58年）敷地内に県水道「安芸灘地区水道用水供給事業（現広島水道用水供給事業）」専用の施設が竣工した。
老朽化により呉市水道局の施設は更新され、1986年（昭和61年）に戸坂浄水場が廃止。以後、1997年（平成9年）に石内浄水場が廃止、2003年（平成15年）に本庄浄水場が廃止、2013年（平成25年）に平原浄水場が廃止されたため、宮原浄水場は呉市唯一の基幹浄水場となった。

## 交通
バス
- 広電バス宮原線、「宮原1丁目」バス停下車

## 参考資料
- 中島工学博士記念事業会『日本水道史』（PDF）（原著1927年）、567-570頁。2013年4月17日閲覧。
- 呉市上下水道局 平成23年度事業年報
  - “平成23年度事業年報 機構” (PDF).   呉市上下水道局. 2013年4月17日閲覧。
  - “平成23年度事業年報 水道事業” (PDF).   呉市上下水道局. 2013年4月17日閲覧。